# Joaquim Buxó Dulce d'Abaigar
Joaquim Buxó Dulce d'Abaigar, marquès de Castellflorite (Badalona, 24 d'agost de 1905 – Barcelona, 9 de desembre de 1979) fou un economista, polític i diplomàtic català, president de la Diputació de Barcelona durant 18 anys.

## Economista
Intendent mercantil de formació i llicenciat en Dret, Buxó va col·laborar a la creació de l'embrió del Col·legi d'Economistes de Catalunya, que s'anomenà Sección Provincial del Colegio Nacional de Economistas, i en fou president des de la seva constitució, el 6 de gener de 1954, fins al 22 de febrer de 1966.
Una altra de les seves facetes fou la d'escriptor i orador tant de temes professionals com literaris i històrics.

## President de la Diputació de Barcelona
Però, sens dubte, la seva contribució més destacada la va desenvolupar des del seu càrrec de president de la Diputació de Barcelona. Amb un perfil eminentment tècnic, era tinent d'alcalde delegat d'Hisenda de l'Ajuntament de Barcelona quan fou nomenat pel càrrec el 24 d'abril de 1949.
Malgrat les minvades atribucions que tenia la Diputació de l'època i les dificultats financeres generals, va aconseguir deixar una empremta molt important. Va desenvolupar una cooperació reeixida amb els municipis durant un període en què fou essencial desenvolupar aspectes bàsics com l'aigua corrent, escoles, camins, serveis sanitaris, electrificació, enllumenat o comunicacions telefòniques.
També es va veure implicat en el desastre humanitari provocat per la riuada del Vallès Occidental del 1962, amb més de 800 morts, intervenint amb diligència i decisió.
Testimoni del seu temps, va establir un Dia d'Exaltació de la Província i nomenà el general Franco fill predilecte de la província de Barcelona.
El 1952, va col·laborar en l'organització del XXXV Congrés Eucarístic de Barcelona.

## Obra social i cultural
En l'àmbit institucional, va emprendre una reforma encertada del Palau de la Generalitat i va aconseguir la restauració del cos dels Mossos d'Esquadra, amb funcions sobretot de protocol.
En el camp assistencial i educatiu va aconseguir una obra extensa i encomiable. Va demostrar una gran sensibilitat en la vessant humanitària i de beneficència. Començant per la construcció del recinte de les Llars Anna Gironella de Mundet per a l'atenció dels més necessitats, amb unes instal·lacions modèliques i modernes. Una altra obra és el Pavelló Cambó per a lactants i prematurs a la Casa de Maternitat. I encara cal afegir-hi l'impuls a la creació del Centre de Cirurgia Cardiovascular Sant Jordi.
L'ensenyament professional també va rebre suport amb la reforma de diverses escoles tècniques com ara l'Escola del Treball o la de Teixits de Canet de Mar. Va obrir els instituts laborals de Vilafranca, Sabadell i Calella. Va crear la Càtedra de Filologia Catalana a Sant Cugat del Vallès i donà suport a la creació d'aules de llengua catalana als municipis.
En el camp de la cultura va abordar la restauració de l'edifici de les Drassanes i el Museu Marítim, l'antic Hospital de la Santa Creu i la Biblioteca de Catalunya, el Museu Arqueològic, els Museus de Sitges i el d'Art Escènic al Palau Güell.

## Ambaixador
El 16 de juny de 1967, Buxó fou nomenat ambaixador d'Espanya a Àustria i va deixar la Diputació després de 18 anys al seu davant.
El novembre de 1970 va tornar de Viena i es va retirar a Barcelona on morí el 9 de desembre de 1979.